# Kiril Lazarov
Pour les articles homonymes, voir Lazarov.

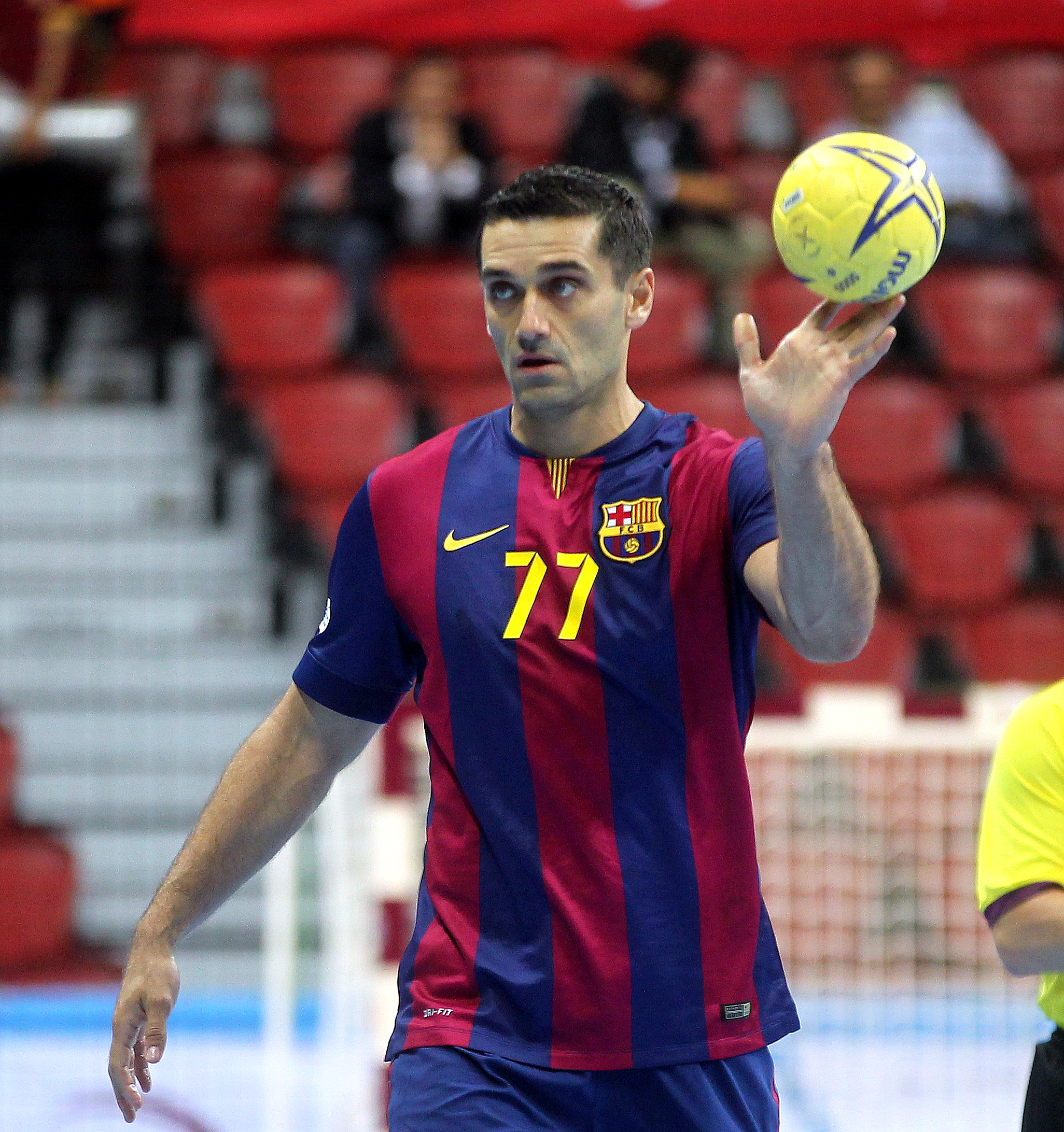
Sous le maillot du FC Barcelone, en 2015.

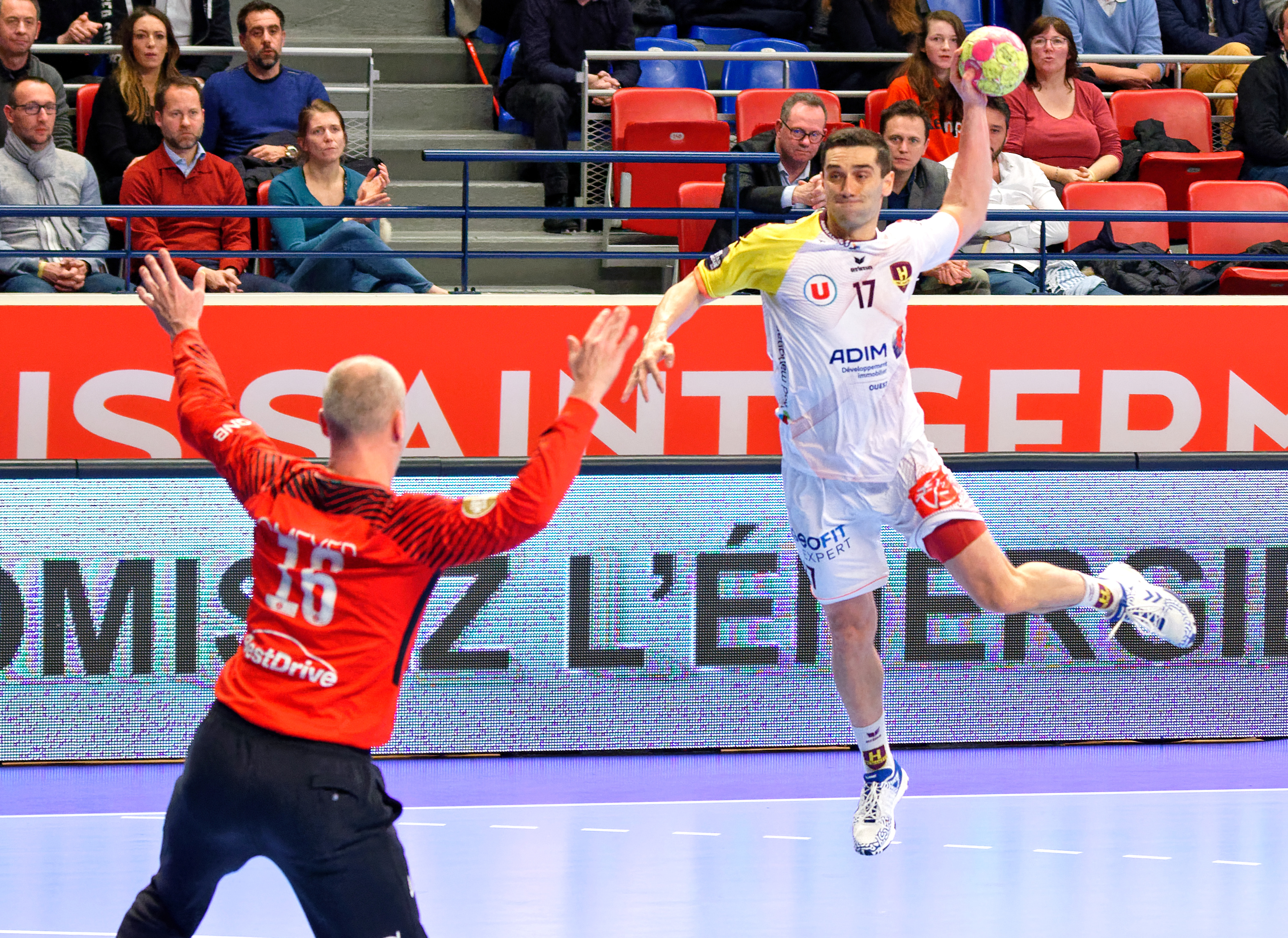
Face à Thierry Omeyer avec Nantes, le 14 décembre 2017.

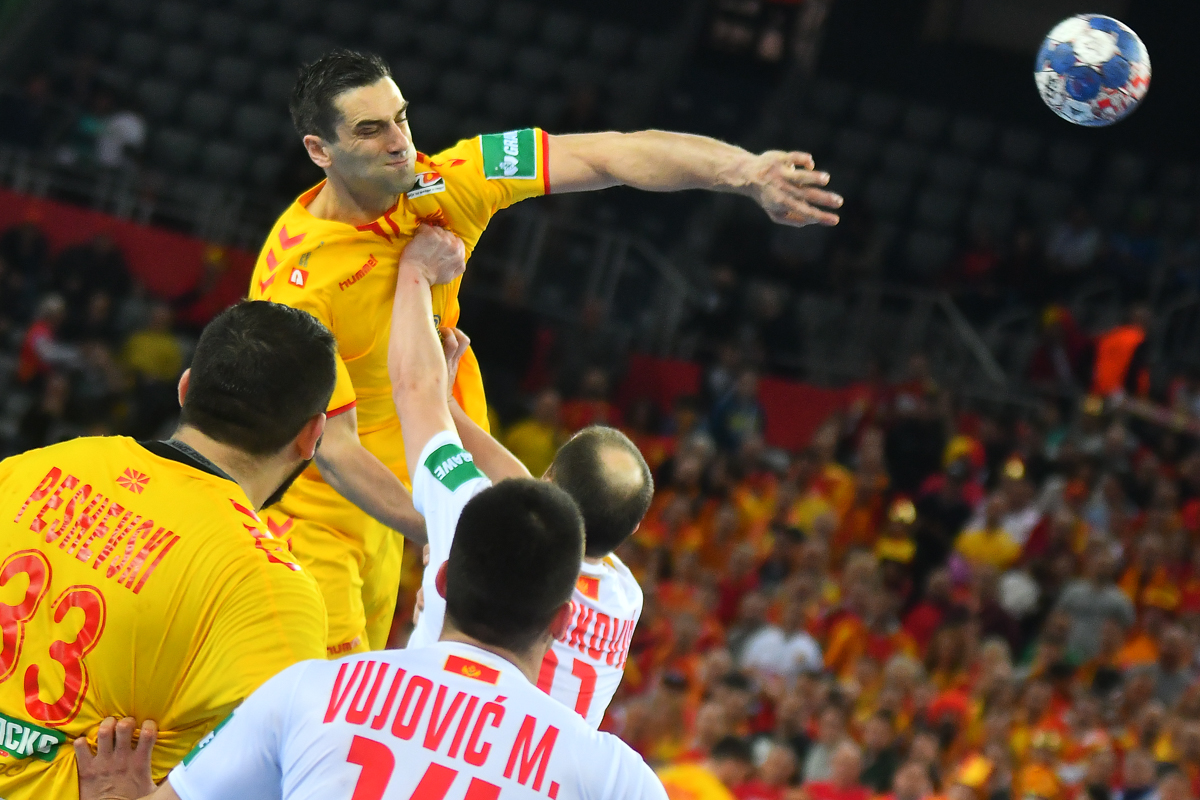
Sous le maillot national à l'Euro 2018.

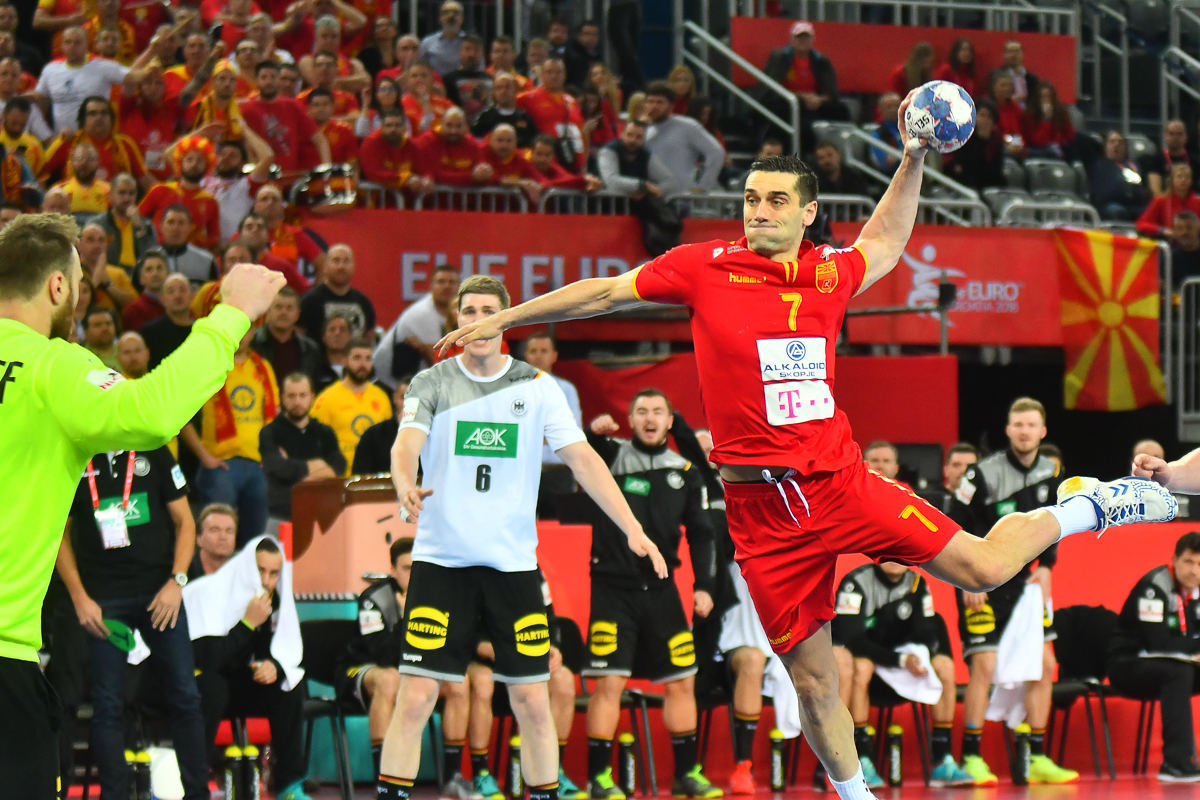
Sous le maillot national à l'Euro 2018.

Kiril Lazarov (macédonien : Кирил Лазаров), né le 10 mai 1980 à Veles, est un joueur international puis entraîneur macédonien de handball. Évoluant au poste d'arrière droit, ce buteur remarquable détient notamment le record du plus grand nombre de buts marqués lors d'un championnat du monde avec 92 buts en 9 matchs.
En février 2021, alors qu'il évolue toujours à Nantes et qu'il vient de participer au Championnat du monde 2021 avec la Macédoine du Nord, il est nommé sélectionneur de cette même équipe nationale.

## Carrière

### Carrière de joueur
Il joue pendant 5 ans au Veszprém KSE où il est désigné par deux fois meilleur joueur étranger du championnat hongrois. En 2007, il rejoint son ancien club, le RK Zagreb avec pour objectif la Ligue des champions dont il a déjà terminé meilleur buteur en 2006. Il fait d'ailleurs un bon parcours avec son nouveau club puisqu'il est de nouveau meilleur buteur de l'édition 2007-2008 mais le RK Zagreb est éliminé avant le final four.
Lors du Championnat du monde masculin de handball 2009 il termine meilleur buteur avec 92 buts, nouveau record du nombre de buts marqué par un joueur dans un seul Championnat du monde.
En 2010, il s'engage avec le BM Ciudad Real, club trois fois champion d'Europe sur les cinq dernières années. Le transfert est évalué entre 100 000 et 125 000 euros.
En 2012, il atteint avec l'équipe nationale de Macédoine la 5e place au Championnat d'Europe 2012 où il bat le record du plus grand nombre de buts marqués lors d'un championnat d'Europe avec 61 buts.
En 2013 à la suite du dépôt de bilan du BM Ciudad Real (devenu entretemps Atlético Madrid), il rejoint l’autre grand club espagnol, le FC Barcelone. Après quatre saisons ponctuées de nombreux titres, il signe en 2017 un contrat au Handball Club de Nantes.
Le 7 juin 2022, il annonce la fin de sa carrière de joueur lors d'une conférence de presse.

### Carrière d'entraîneur
En février 2021, alors qu'il évolue toujours à Nantes et qu'il vient de participer au Championnat du monde 2021 avec la Macédoine du Nord, il est nommé sélectionneur de cette même équipe nationale
En 2022, il devient l'entraîneur du club macédonien du RK Alkaloid (en), créé un an plus tôt, et avec lequel il remporte la Coupe de Macédoine en 2024.

## Palmarès de joueur

### En club
compétitions internationales
- Vainqueur de la Coupe du monde des clubs (2) : 2012, 2013 (Finaliste en 2011)
- Vainqueur de la Ligue des champions (1) : 2015
  - Finaliste en 2011, 2012 et 2018
- 1er match en coupe d'Europe à 15 ans et 4 mois (Dinamo Bucarest-Borec Veles, 1er tour qualificatif de la Ligue des champions, 03/09/1995)

compétitions nationales
- Vainqueur du Championnat de Macédoine (2) : 1998, 2000
- Vainqueur de la Coupe de Macédoine (2) : 1998, 1999
- Vainqueur du Championnat de Croatie (5) : 2001, 2002, 2008, 2009, 2010
- Vainqueur de la Coupe de Croatie (4) : 2001, 2008, 2009, 2010
- Vainqueur du Championnat de Hongrie (4) : 2003, 2004, 2005, 2006
- Vainqueur de la Coupe de Hongrie (4) : 2003, 2004, 2005, 2007
- Vainqueur du Championnat d'Espagne (4) : 2014, 2015, 2016 et 2017
- Vainqueur de la Coupe du Roi (6) : 2011, 2012, 2014, 2015, 2016, 2017
- Vainqueur de la Coupe ASOBAL (5) : 2011, 2014, 2015, 2016, 2017
- Vainqueur de la Supercoupe d'Espagne (6) : 2010, 2011, 2013, 2014, 2015, 2016
- Vainqueur du Trophée des champions (1) : 2017
- Vainqueur de la Coupe de la Ligue (1) : 2022

### En sélection nationale
- Début en Équipe de Macédoine le 23 septembre 1998 face à la Belgique
- 207 matchs et 1443 buts[1]
- Remarque : le site officiel de Kiril Lazarov[6] indique 236 matchs et 1728 buts, mais totalise vraisemblablement les sélections jeunes (U18) et junior (U20).

Championnats du monde
- 11e place au Championnat du monde 2009
- 14e place au Championnat du monde 2013
- 9e place au Championnat du monde 2015
- 15e place au Championnat du monde 2017
- 15e place au Championnat du monde 2019
- 23e place au Championnat du monde 2021

Championnats d'Europe
- 5e place au Championnat d'Europe 2012
- 10e place au Championnat d'Europe 2014
- 11e place au Championnat d'Europe 2016
- 11e place au Championnat d'Europe 2018
- 15e place au Championnat d'Europe 2020
- 22e place au Championnat d'Europe 2022

Autres
- participation au Championnat d'Europe jeunes en 1994
- 15e place au Championnat du monde junior en 1997 (da)
- 9e place au Championnat d'Europe junior en 2000

### Distinctions individuelles
Meilleur buteur
- Plus grand nombre de buts marqués lors d'un championnat du monde avec 92 buts en 9 matchs
- Plus grand nombre de buts marqués lors d'un championnat d'Europe avec 61 buts en 7 matchs
- Meilleur buteur du championnat du monde en 2009 (92 buts) et 2017 (50 buts)
- Meilleur passeur du championnat du monde 2009 (39 passes décisives)
- Meilleur buteur du championnat d'Europe 2012 (61 buts)[5]
- Meilleur buteur de la Ligue des champions (2) : 2006 (85 buts), 2008 (96 buts)
  - 2e meilleur buteur en 2009 (93 buts), 2012 (97 buts), 2015 (106 buts)

Meilleur joueur
- élu meilleur arrière droit du championnat d'Espagne en 2014[8], 2015[9] et 2017[10]
- élu meilleur arrière droit de la Ligue des champions en 2014, 2015, 2016

Autres
- Pour sa contribution au handball dans son pays, il est décoré de la médaille du service par le président de Macédoine, Branko Crvenkovski.

### Statistiques
| Saison     | Club            | Coupe d'Europe | Coupe d'Europe | Coupe d'Europe |
| Saison     | Club            | Comp.          | MJ             | Buts           |
| ---------- | --------------- | -------------- | -------------- | -------------- |
| 1995-1996  | RK Borec Veles  | C1             | ≤ 4            | ?              |
| 1996-1997  | Pelister Bitola | C1             | ≤ 4            | ?              |
| 1997-1998  | Pelister Bitola | C3             | ≤ 4            | ?              |
| 1998-1999  | Pelister Bitola | C1             | ≤ 2            | ?              |
| 1999-2000  | Pelister Bitola | C2             | ≤ 4            | ?              |
| Sous-total | Pelister Bitola | C1             | ≤ 6            | ?              |
| Sous-total | Pelister Bitola | C2             | ≤ 4            | ?              |
| Sous-total | Pelister Bitola | C3             | ≤ 4            | ?              |
| 2003-2004  | Veszprém KSE    | C1             | 6              | 39             |
| 2004-2005  | Veszprém KSE    | C1             | 10             | 76             |
| 2005-2006  | Veszprém KSE    | C1             | 12             | 85             |
| 2006-2007  | Veszprém KSE    | C1             | 10             | 82             |
| Sous-total | Veszprém KSE    | C1             | 38             | 282            |
| 2007-2008  | Zagreb          | C1             | 12             | 96             |
| 2008-2009  | Zagreb          | C1             | 12             | 93             |
| 2009-2010  | Zagreb          | C1             | 12             | 83             |
| Sous-total | Zagreb          | C1             | 36             | 272            |
| 2010-2011  | BM Ciudad Real  | C1             | 13             | 74             |
| 2011-2012  | BM Ciudad Real  | C1             | 15             | 97             |
| 2012-2013  | BM Ciudad Real  | C1             | 12             | 69             |
| Sous-total | BM Ciudad Real  | C1             | 40             | 240            |
| 2013-2014  | FC Barcelone    | C1             | 16             | 80             |
| 2014-2015  | FC Barcelone    | C1             | 16             | 106            |
| 2015-2016  | FC Barcelone    | C1             | 16             | 109            |
| 2016-2017  | FC Barcelone    | C1             | 18             | 85             |
| Sous-total | FC Barcelone    | C1             | 66             | 380            |
| 2017-2018  | HBC Nantes      | C1             | 15             | 53             |
| 2018-2019  | HBC Nantes      | C1             | 18             | 75             |
| 2019-2020  | HBC Nantes      | C3             | 6              | 28             |
| 2020-2021  | HBC Nantes      | C1             | 17             | 57             |
| 2021-2022  | HBC Nantes      | C3             | 11             | 31             |
| Sous-total | HBC Nantes      | C1             | 50             | 185            |
| Sous-total | HBC Nantes      | C3             | 17             | 59             |
| Total      | Total           | C1             | 231            | 1363           |
| Total      | Total           | C2             | ≤ 4            | ?              |
| Total      | Total           | C3             | 17             | 59             |

## Palmarès d'entraîneur

### En club
compétitions nationales
- Vainqueur de la Coupe de Macédoine (1) : 2024

### En sélection nationale
Championnats du monde
- 27e place au Championnat du monde 2023

Championnats d'Europe
- 22e place au Championnat d'Europe 2022
- 17e place au Championnat d'Europe 2024